# جون ماكنزي (لاعب هوكي الجليد)
جون ماكنزي هو لاعب هوكي الجليد كندي، ولد في 12 ديسمبر 1937 في هاي ريفر ‏ في كندا، وتوفي في 8 يونيو 2018 بسبب مرض.

## وصلات خارجية
- جون ماكنزي على موقع دوري الهوكي الوطني (الإنجليزية)
- جون ماكنزي على موقع EliteProspects.com (الإنجليزية)
- جون ماكنزي على موقع HockeyDB.com (الإنجليزية)
- جون ماكنزي على موقع Hockey-Reference.com (الإنجليزية)